# نيكولاس بينيتو

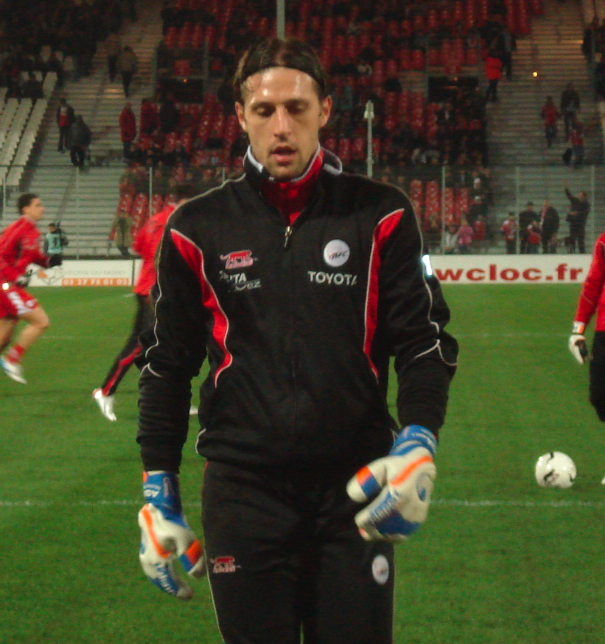

نيكولاس بينيتو (بالفرنسية: Nicolas Penneteau)‏ (مواليد 20 فبراير 1981 في مرسيليا - فرنسا) لاعب كرة قدم فرنسي يلعب حاليا لصالح نادي الدرجة الأولى فالينسيان الفرنسي منذ 2006 في مركز حارس مرمى.

## روابط خارجية
- نيكولاس بينيتو على موقع رابطة كرة القدم الفرنسية للمحترفين (الإنجليزية)
- نيكولاس بينيتو على موقع إي إس بي إن إف سي (الإنجليزية)
- نيكولاس بينيتو على موقع قاعدة بيانات كرة القدم.إي يو (الإنجليزية)
- نيكولاس بينيتو على موقع ليكيب (الفرنسية)
- نيكولاس بينيتو على موقع Soccerbase.com (لاعب) (الإنجليزية)
- نيكولاس بينيتو على موقع Soccerway.com (الإنجليزية)
- نيكولاس بينيتو على موقع عالم كرة القدم.نت (الإنجليزية)
- نيكولاس بينيتو على موقع كووورة
- نيكولاس بينيتو على موقع AS.com (الإسبانية)